# Alsófarkadin
Alsófarkadin (románul: General Berthelot, 1965 és 2001 között Unirea, 1923 és 1964 között Berthelot, azelőtt Fărcădinul de Jos) falu Romániában, Erdélyben, Hunyad megyében.

## Fekvése
Hátszegtől öt kilométerre nyugatra, a Ruszka-havas lábánál fekszik.

## Nevének eredete
Neve valószínűleg a Farkad személynévből keletkezett, szláv -in képzővel. Először 1411-ben Farkadin, majd 1462-ben Alsofarkadyn, 1475-ben Pathakyfarkadyn, 1509-ben Ohaba alio nomine Alsofarkadyn, 1515-ben Farkadyen, 1733-ban Also-Ferkedin, 1839-ben Ferkedyinugyinzsosz néven írták. Román neve Berthelot tábornoknak állít emléket. 2001-ben helyi népszavazás döntött a név visszaállításáról (némi módosítással), a kommunista időszakban viselt név helyett, amely az 1918-as gyulafehérvári gyűlésre utalt.

## Története
1448-tól 1515-ig a Farkadini család, fejedelemség kora után a Nopcsa család, később a Lónyay család, majd a magyar államkincstár birtoka volt. Lakói román kisnemesek voltak, a vidéken módos falunak számított. A filoxérajárványig szőlőt is műveltek. Nemesei vagy azok egy része a 17. században a református hitvallást követte. Egy 1634-ben készült jegyzék szerint korábban anyaegyház lett volna, de saját papjáról csak kb. egy évig, 1729 előttről maradt fenn feljegyzés. 1733-ban 26 görögkatolikus családot, 1750-ben nyolcvan főt írtak össze.
1870 körül Lónyay Menyhért tette tizenkilencezer holdas, főként erdőkből álló birtokának központjává. Ezt a faanyagon kívül vasércben is bővelkedő területet a vajdahunyadi vasgyártás fellendülésére számítva vásárolta. Miniszterelnökként mindent meg is tett Vajdahunyad vidéke iparának fejlesztéséért, de csalódnia kellett, mert csakhamar a jobb helyzetből induló gömöri iparvidék vált a vasgyártás magyarországi központjává. Ekkoriban székelyek telepítését is tervezték a Lónyay-birtokra, de végül csak három moldvai és egy gyergyói római katolikus család érkezett.
Nemesi lakossága még az egyébként is konzervatív Hátszeg vidékén belül is hagyományőrzőnek számított. Utolsóként tartották meg viseletükben a keskeny, lehajtott karimájú kalapot.
1919-ben a román állam a kastélyt 70 hektárnyi gyümölcsössel és erdővel együtt Henri Mathias Berthelot tábornoknak, a romániai francia katonai misszió korábbi vezetőjének adományozta. Berthelot 1931-ben meghalt, a birtokot pedig végrendeletileg a Román Akadémiára hagyta.
1850-ben 286 lakosából 280 volt görögkatolikus román és 6 református magyar.
2002-ben 256 lakosából 234 volt román, 18 cigány és 3 magyar nemzetiségű; 245 ortodox, 4 baptista, 4 pünkösdista és 3 római katolikus vallású.

## Látnivalók
- A klasszicista Lónyay–Nopcsa-kastély lépcsőjébe római kori köveket építettek be. Kriptájába temették Nopcsa Ferencet, Erzsébet királyné udvarmesterét (később a hátszegi római katolikus templomba szállították át). Egykor Nopcsa László vendége volt benne Jósika Miklós.[6] 1919 és 1931 között Berthelot tábornoké volt, majd a román állam birtokolta. A kommunizmus idején a termelőszövetkezet használta. 2009-es tervek szerint a Hátszegi-medence élővilágának génbankját alakítanák ki benne.[7]

## Testvértelepülése
- Nervieux, Franciaország